# Spengleria rostrata
Spengleria rostrata är en musselart som först beskrevs av Lorenz Spengler 1783.  Spengleria rostrata ingår i släktet Spengleria och familjen Gastrochaenidae. Inga underarter finns listade i Catalogue of Life.